# Protéine G streptococcique
Ne doit pas être confondu avec Protéine G.
La protéine G streptococcique (en anglais Protein-G) est une protéine de liaison aux immunoglobulines exprimée dans les bactéries streptococciques des groupes C et G, tout comme la protéine A, mais avec des spécificités de liaison différentes. C'est une protéine de surface cellulaire de 65 kDa (protéine G148 G) et de 58 kDa (protéine C40 G) qui a trouvé une application dans la purification des anticorps par sa liaison à la région Fab et Fc. La molécule native se lie également à l'albumine, mais comme l'albumine sérique est un contaminant majeur des sources d'anticorps, le site de liaison de l'albumine a été retiré des formes recombinantes de la protéine G. Cette protéine G recombinante, soit marquée avec un fluorophore ou un brin d'ADN simple brin, a été utilisé en remplacement des anticorps secondaires en immunofluorescence et en imagerie de super-résolution . 

## Autres protéines de liaison aux anticorps
En plus de la protéine G, d'autres protéines bactériennes se liant aux immunoglobulines telles que la protéine A, la protéine A/G et la protéine L sont toutes couramment utilisées pour purifier, immobiliser ou détecter les immunoglobulines. Chacune de ces protéines de liaison aux immunoglobulines a un profil  aux anticorps différent en termes d'espèce, de reconnaissance et de liaison d'anticorps.  

## Clivage de la protéine G, domaine B1
Une simulation ab initio du domaine de la protéine G B1 démontre que, comme les résultats précédents l'ont suggéré, cette protéine initie le repliement via un événement de nucléation dans les résidus de noyau hydrophobe suivi de petits ajustements. Les événements de pliage sont les suivants : 
1. une épingle à cheveux β est formée, stabilisée par les résidus W43, Y45 et F52.
2. Les contacts résiduels entre le résidu F30, dans une hélice α, et l'épingle à cheveux β se renforcent.
3. La nucléation de la feuille β à partir des résidus L5 et F52 se produit.
4. Le dernier résidu de nucléation, Y3, aide à former la partie centrale de la feuille β résultant en une protéine globulaire.

Le domaine de la protéine G B1 est (aka. GB1) souvent utilisé dans le cadre d'une protéine de fusion pour garder d'autres domaines en solution pendant les expériences en solution (par exemple RMN ). De nombreux domaines auparavant insolubles sont devenus solubles avec la fusion du domaine GB1. Le domaine a une longueur de 56 résidus (environ 8 kDa). Sur les gels SDS-PAGE, le domaine GB1 fonctionne à environ 13,5 kDa bien qu'il ne soit que 8 kDa.